# Michael Hauck

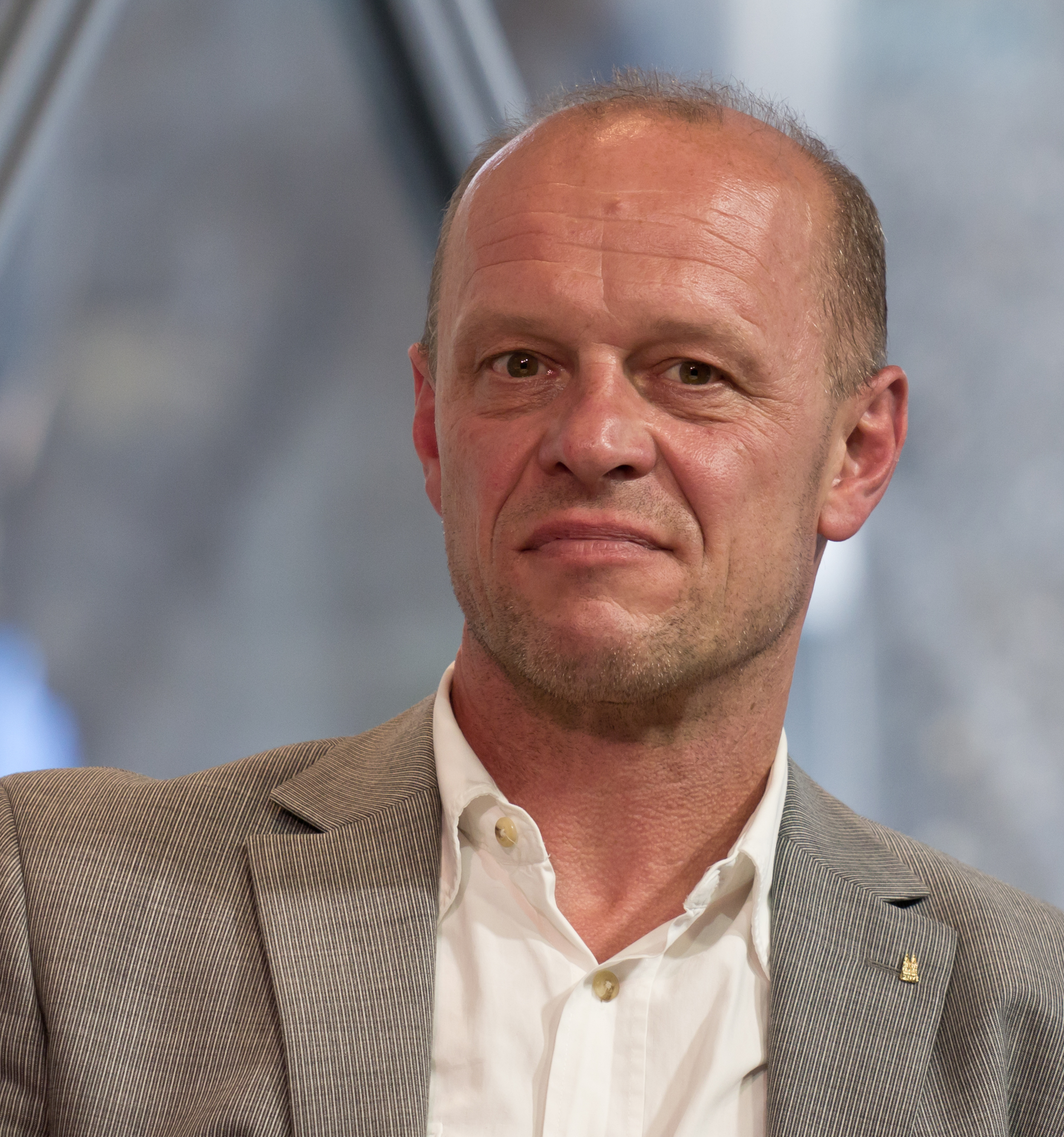
Michael Hauck 2013

Michael Hauck (* 28. Mai 1960 in Würzburg) ist ein deutscher Steinmetz, Restaurator und Kunsthistoriker. Er war von 1988 bis 2012 Dombaumeister am Dom St. Stephan in Passau und von 2012 bis 2015 Kölner Dombaumeister.

## Werdegang
Michael Hauck aus Estenfeld besuchte das Röntgen-Gymnasium Würzburg, absolvierte eine Ausbildung zum Steinmetz und Steinbildhauer und legte im Anschluss seine Meisterprüfung ab. Außerdem bildete er sich zum Holzbildhauer und zum Restaurator weiter. Ein berufsbegleitendes Studium der Kunstgeschichte und Romanistik ab 1997 schloss er 2005 ab. Sein wissenschaftlicher Schwerpunkt ist die mittelalterliche Architekturgeschichte. Ein Fokus seiner Forschungen liegt auf dem Thema Steinmetzzeichen, das er auch im Rahmen des EU-Forschungsprojekt stonemarks bearbeitete. Außerdem war er maßgeblich an der Entstehung des Digitalen Dombauarchivs in Passau beteiligt.
Von Oktober 1988 bis März 2012 leitete Hauck die Staatliche Dombauhütte am Dom St. Stephan in Passau, seit 2009 als Bischöflicher Dombaumeister. Er lehrt als Dozent an der Meisterschule der Handwerkskammer Dortmund sowie am Lehrstuhl für Restaurierungswissenschaften in der Denkmalpflege der Universität Bamberg.
Im Sommer 2011 wurde er als Nachfolger von Barbara Schock-Werner zum Kölner Dombaumeister gewählt, seit dem 1. April war er als stellvertretender Dombaumeister tätig, zum 1. September 2012 übernahm er sein Amt.
Michael Hauck ist seit 1998 Vorstandsmitglied der Europäischen Vereinigung der Dombaumeister, Münsterbaumeister und Bauhüttenmeister (Dombaumeister e. V.); im September 2013 wurde er zum Präsidenten des Vereins gewählt.
Im Juni 2014 berichtete die Kölnische Rundschau, dass das Domkapitel und Hauck den Arbeitsvertrag vorzeitig aufheben wollten. Ende Mai 2014 wurde Hauck fristlos zum 31. Dezember 2014 gekündigt. Vor Beginn eines Prozesses in dieser Sache vor dem Arbeitsgericht im April 2015 wandte sich Hauck mit einer Erklärung an die Öffentlichkeit, in der er die seiner Meinung nach ausschlaggebenden Gründe für die Entlassung darlegte. Am 23. April wurde die Kündigung vom Arbeitsgericht Köln für unwirksam erklärt, da eine fristlose Kündigung mit über siebenmonatiger Kündigungsfrist arbeitsvertraglich unzulässig sei. Ob die Kündigungsgründe vorlagen und eine fristlose Kündigung berechtigt hätten, überprüfte das Gericht nicht. Gegen diese Entscheidung legte das Domkapitel Berufung ein. Im September 2015 gaben Hauck und das Domkapitel eine einvernehmliche Trennung des Arbeitsverhältnisses bekannt. Die jeweils erhobenen Vorwürfe wurden nicht aufrechterhalten.

## Ehrenamtliches Engagement
Michael Hauck engagiert sich von 2002 bis 2013 als Vorsitzender des Förderverein Radwegenetz im Unteren Bayerischen Wald e. V. für die Errichtung von Radwegen im Landkreis Passau und im Landkreis Freyung-Grafenau. Insbesondere bemühte er sich darum, dass die Bahnstrecke Passau–Freyung nicht reaktiviert werden sollte. Er selbst bewohnt an dieser Strecke den ehemaligen Bahnhof Fürsteneck und engagierte sich dafür, dass die Gemeinden einen Radweg auf dieser Trasse errichten sollten. Diese Bemühungen verliefen im Sande, und die Bahnstrecke wurde im Sommer 2011 reaktiviert. Ende Juli 2013 wurde der Verein aufgrund stark sinkender Mitgliederzahlen aufgelöst.

## Auszeichnungen
- 2012: Kulturpreis Bayern der E.ON Bayern AG.[15]
- 2013: Ehrendoktor der Philosophischen Fakultät der Universität Passau[16]

## Publikationen
- Das Hauptportal des Klosters St. Nikola in Passau. 1. Baugeschichte und Ikonologie des Kloster-Südflügels. In: Passauer Jahrbuch Bd. 50 (2008), S. 139–175.
- (Hrsg.) Der Passauer Dom des Mittelalters. Vorträge des Symposiums Passau, 12. bis 14. März 2007 (Veröffentlichungen des Instituts für Kulturraumforschung Ostbaierns und der Nachbarregionen der Universität Passau 60) Klinger, Passau 2009, ISBN 978-3-932949-91-3
- Der Konsolpfeiler am südlichen Querhaus von St. Stephan in Passau – die Rückgewinnung eines Meisterwerkes spätgotischer Architektur.  In: Der Passauer Dom des Mittelalters. Vorträge. 2009, S. 365–378.